# Tisa Pescar
Tisa Pescar (Rotterdam, 17 januari 1967) is een Nederlands schrijfster.
Haar eerste boek getiteld Valrolac kwam in 2003 uit bij uitgeverij Boekenplan. Jachtmaan, verscheen in 2008 bij de Belgische uitgeverij Kramat en is een herschreven versie van de bovennatuurlijke thriller Varcolac, die in 2003 uitkwam bij uitgeverij Boekenplan. Het opzichzelfstaande vervolg Wolfmaan verscheen in juni 2009. Haar derde boek in de serie, Heksenmaan, is gepubliceerd in 2010. In 2013 stapte Tisa over naar uitgeverij Luitingh-Sijthoff, waar Alfa verscheen. Voor haar boeken laat Pescar zich inspireren door oude Oost Europese legendes, hekserij en liefdesrelaties die gebaseerd zijn op polygamie en biseksualiteit.
Naast bovennatuurlijke thrillers schrijft Pescar korte verhalen, waarvan het verhaal Gestolen tijd in 2009 gepubliceerd werd in de fantasy-sf bundel Time Out. Ook verschijnen er korte verhalen van Pescar bij uitgeverij Parelz.
In 2009 verleende Pescar samen met de Belgische schrijfster Mel Hartman haar medewerking aan de actie Bed in for Peace, een herhaling van het initiatief dat John Lennon en zijn vrouw Yoko Ono in 1969 namen om de wereldvrede onder de aandacht te brengen. De opbrengst van deze actie kwam ten goede aan War Child.
Naast het schrijven ontwerpt en maakt Pescar onder de naam Beth Boom fantasykostuums, gothickleding en bruidsmode.
Sinds 2012 woont en werkt Pescar in Den Haag.